# Collegedale
Collegedale ist eine City innerhalb des Hamilton County in Tennessee, Vereinigte Staaten. Nach Angaben des United States Census Bureau hatte die Stadt im Jahr 2020 eine Einwohnerzahl von 11.109. Collegedale ist eine Vorstadt von Chattanooga und ist Teil der Metropolregion Chattanooga.

## Demografie
Nach der Volkszählung von 2020 leben in Collegedale 11.109 Menschen. Die Bevölkerung teilte sich 2019 auf in 75,2 % Weiße, 12,2 % Afroamerikaner, 0,3 % amerikanische Ureinwohner, 4,9 % Asiaten und 5,0 % mit zwei oder mehr Ethnizitäten. Hispanics oder Latinos aller Ethnien machten 14,3 % der Bevölkerung aus. Das mittlere Haushaltseinkommen lag bei 59.015 US-Dollar und die Armutsquote bei 13,5 %.

## Bildung
Die Southern Adventist University, eine private christliche Universität, befindet sich in Collegedale.